# SAS Norge

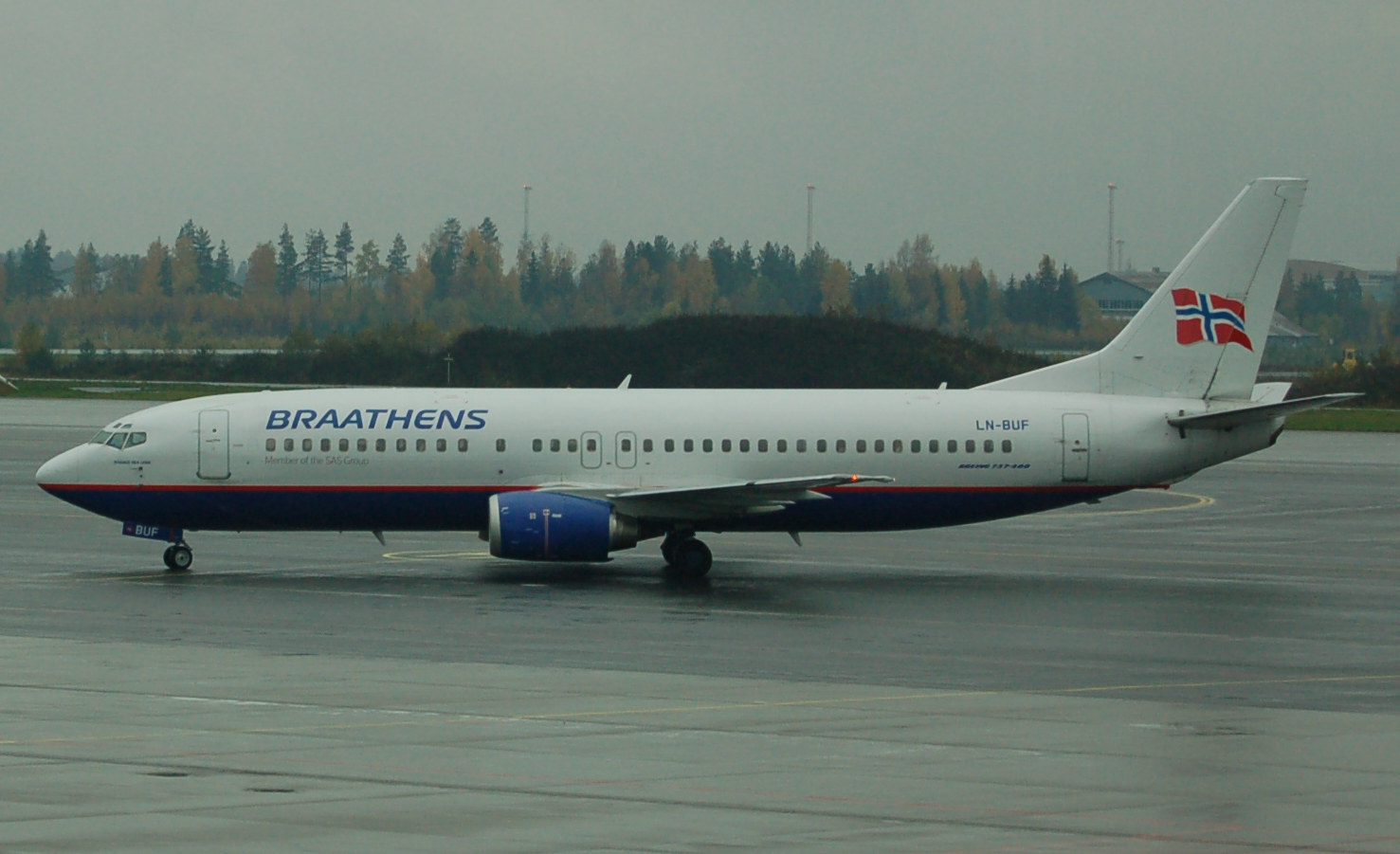
Een Boeing 737 van SAS Norge.

SAS Norge (voorheen SAS Braathens) was een Noorse luchtvaartmaatschappij. De maatschappij werd in 1946  opgericht als Braathens S.A.F.E.. In 2002 werd de maatschappij opgekocht door SAS. Na de overname werd nog enige tijd doorgevlogen onder de eigen naam, maar per  1 april 2004 werden Scandinavian Airlines Norway en Braathens samengevoegd onder de naam SAS Braathens. Per 1 juni 2007 werd de naam veranderd in SAS Norge.

## Geschiedenis
Het bedrijf werd in 1946 opgericht door de Noorse reder Ludvis G. Braathen. Het achtervoegsel S.A.F.E. stond voor South America and the Far East. Met de maatschappij moesten de schepen worden bevoorraad.
De eerste reguliere vlucht werd uitgevoerd in 1947 en had Caïro als bestemming. Later vloog de maatschappij op Hongkong, waarbij ook een tussenlanding werd gemaakt op Luchthaven Schiphol. Pogingen om ook op Latijns-Amerika te gaan vliegen mislukten omdat het bedrijf daarvoor geen landingsrechten kon krijgen.
Na de oprichting van SAS in 1951 kreeg dat bedrijf alle rechten op buitenlandse bestemmingen. De concessie voor Hongkong verliep in 1954 waardoor Braathens zich moest terugtrekken op het binnenlandse vervoer, hoewel het nog een aantal jaren bleef vliegen op Noord-Amerika door samen te werken met Loftleiðir uit IJsland.
Pas in 1989 kreeg Braathens weer toestemming voor lijnvluchten naar het buitenland. Het bedrijf trad in 1998 toe tot de alliantie van KLM en Northwest Airlines. KLM nam daarbij ook een belang in het bedrijf. In die periode verzorgde Braathens lijnvluchten tussen Amsterdam en Bergen, Stavanger en Oslo.
In het begin van de 21ste eeuw kwam het bedrijf in grote financiële problemen. Die leidden uiteindelijk tot de overname door SAS en het verdwijnen van de naam Braathens (en SAS Norge). Het bedrijf werd opgenomen in Scandinavian Airlines (SAS).

## Code Data
- IATA Code: BU
- ICAO Code: BRA